# Valborg Lindgärde
Valborg Margareta Lindgärde, ursprungligen Sandberg, född den 3 maj 1941 i Linde på Gotland, är en svensk litteraturvetare och före detta rektor på Enskilda högskolan, Stockholm.

## Biografi
Valborg Lindgärde är dotter till pastor Arnold Kindstedt, ursprungligen Sandberg och hans hustru Ann-Marie (Anna), född Andersson.  Hon var gift med Folke Lindgärde (1936-2021) som var läkare och medicine doktor. Valborg Lindgärde är bosatt i Bjärred.
Lindgärde har arbetat som gymnasielärare, lektor vid Syddansk Universitet i Odense samt under åren 2000–2006 som rektor på Teologiska Högskolan, Stockholm (THS, numera Enskilda Högskolan, EHS). Under hennes rektorstid utvecklades och växte den relativt nybildade högskolan och flyttade från Lidingö till Bromma. I nomineringen till Anders Nygren-priset nämns: ”Lindgärdes gärning som rektor var driven av en vision att förena teologisk forskning och undervisning av högsta akademiska standard med en levande andlig praktik i form av predikoövningar, andakter och gudstjänster som en integrerad del av högskolans liv. Hon bidrog därmed till att göra THS till en attraktiv plats för både forskare och studenter av mycket olika teologisk bakgrund, med följden att högskolan utvecklades till en blomstrande ekumenisk miljö. Även Lindgärdes stora intresse för kultur och litteratur satte sin prägel på högskolan under dessa år, vilka såg en rad framstående författare och kulturpersoner som inbjudna talare.” När hon 2006 avgick med pension fick hon mottaga vänboken Spår av Gud under redaktion av Lars Ingelstam, Johnny Jonsson och Berit Åqvist.
Hon disputerade i Lund 1996 med avhandlingen Jesu Christi Pijnos Historia rijmwis betrachtad. Svenska passionsdikter under 1600- och 1700-talet. Hennes forskning är inriktad dels mot den tidigmoderna andliga litteraturen, dels mot en textkritisk utgåva av Sophia Elisabet Brenners dikter för Svenska Vitterhetssamfundets räkning, där hittills fyra band utkommit. Hon har också bidragit med en rad texter till samlingsverk, årsskrifter och tidskrifter, bland annat ett flertal artiklar till bokverket Nordisk kvinnolitteraturhistoria.

## Utmärkelser
- 2021 års stipendium ur Karin och Karl Ragnar Gierows donationsfond av Svenska Akademin.[7]
- Anders Nygren-priset 2023, som vart tredje år utdelas av teologiska fakulteten vid Lunds universitet.[8]